# François de Portugal (1691-1742)
François de Portugal, duc de Beja, né à Lisbonne le 25 mai 1691 et mort au même lieu le 21 juillet 1742, est un prince portugais.

## Biographie
Fils du roi Pierre II de Portugal et de sa seconde épouse Marie-Sophie de Neubourg, il est fait duc de Beja et grand prieur de Crato.
En 1716, à la demande du pape, il prend la tête d'une flotte de guerre, afin d'aider Venise et les autrichiens à lutter contre les Turcs.
Il meurt célibataire et sans enfant légitime, le projet de mariage avec l'archiduchesse Marie-Madeleine d'Autriche ayant échoué.
Il a deux enfants naturels avec Mariana Silveira :
- Pierre de Bragance, décédé en 1741
- Jean de Bemposta (1725-1780), capitaine général de la marine portugaise, qui épouse Marie-Marguerite de Lorena (en) duchesse d'Abrantès.

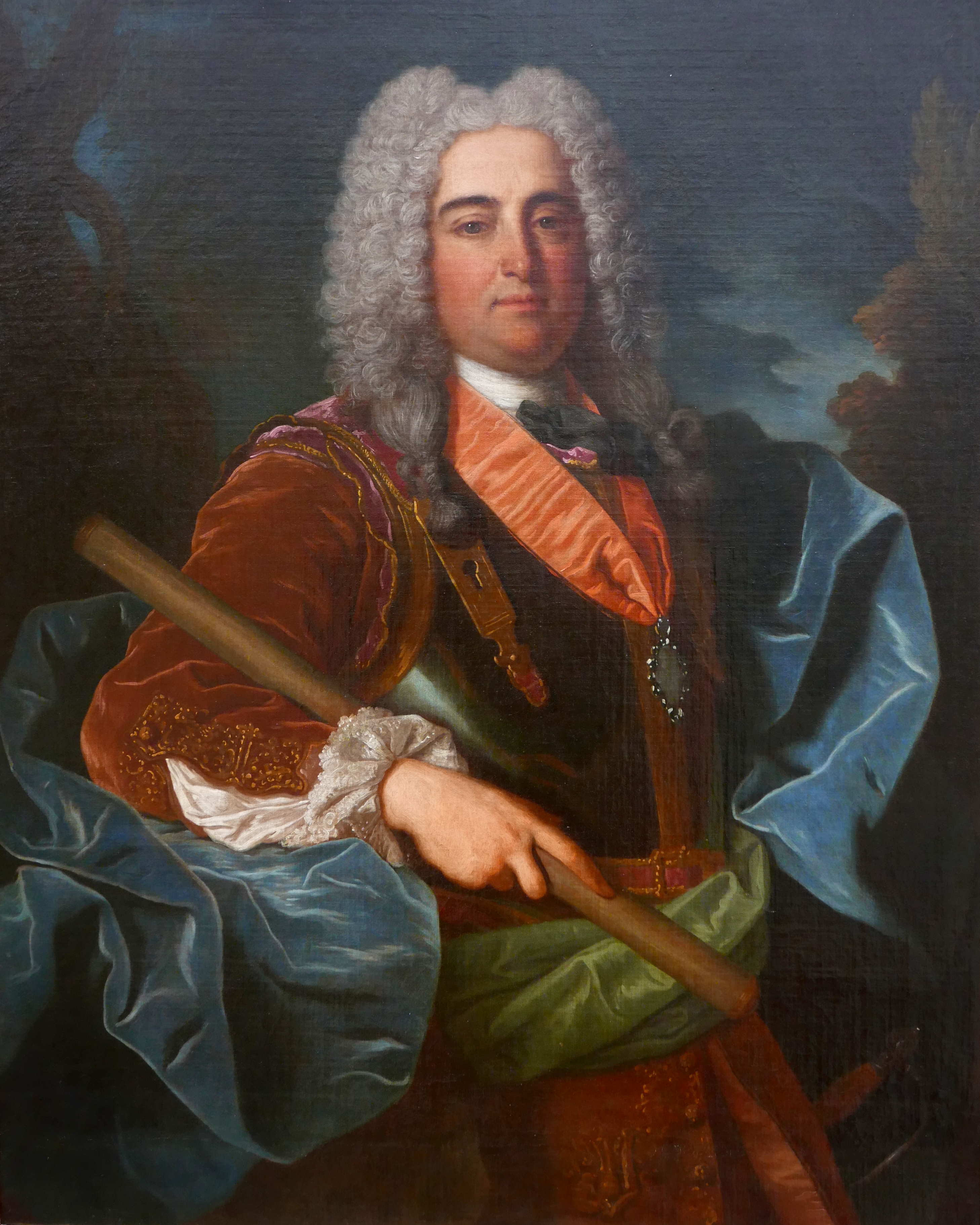
Dom Francisco de Bragança, duc de Beja, infant de Portugal par Jean Ranc en 1729

## Sources
- Nizza da Silva, Maria Beatriz (2009). Reis de Portugal: D. João V (in Portuguese). Lisbon: Temas & Debates.
- Généalogie des rois et des princes de Jean-Charles Volkmann Edit. Jean-Paul Gisserot (1998)